# Isola di Soffi
L'isola di Soffi è un'isola facente parte dell'arcipelago di La Maddalena, situato nelle costa nord-orientale della Sardegna. Come le isole vicine è di formazione granitica ed ha una superficie di circa 0,4 km² e di aspetto montuoso raggiunge la quota massima di 33 metri s.l.m. La sovranità comunale sull'isola è rivendicata dai comuni di Arzachena e La Maddalena, anche se l'istituzione del parco ne ha lenito il contenzioso.

## Ambiente e turismo
L'isola fa parte del parco nazionale dell'Arcipelago di La Maddalena e del parco internazionale delle Bocche di Bonifacio, istituzioni che hanno il compito di proteggere la bellezza dell'isola e gli uccelli che nidificano su di essa come il gabbiano corso ed il falco pellegrino.
L'isola nel periodo estivo è raggiunta, tramite imbarcazioni private da numerosi turisti, attratti dalle sue cale.